# Festetics
| Feštetić                                | Feštetić                                                         |
| --------------------------------------- | ---------------------------------------------------------------- |
|                                         |                                                                  |
| Staat                                   | Kroatien, Habsburgermonarchie                                    |
| Stammhaus                               | Feštetić                                                         |
| Gründung                                | 15. Jahrhundert                                                  |
| Ethnizität                              | Kroatisch                                                        |
| Titel                                   | Freiherren, Grafen, Fürsten (österreichisch- -ungarischer Zweig) |
| Gründer                                 | Petar Festetić                                                   |
| Aktuelles Oberhaupt (kroatischer Zweig) | Marijo Festetić                                                  |
|                                         |                                                                  |

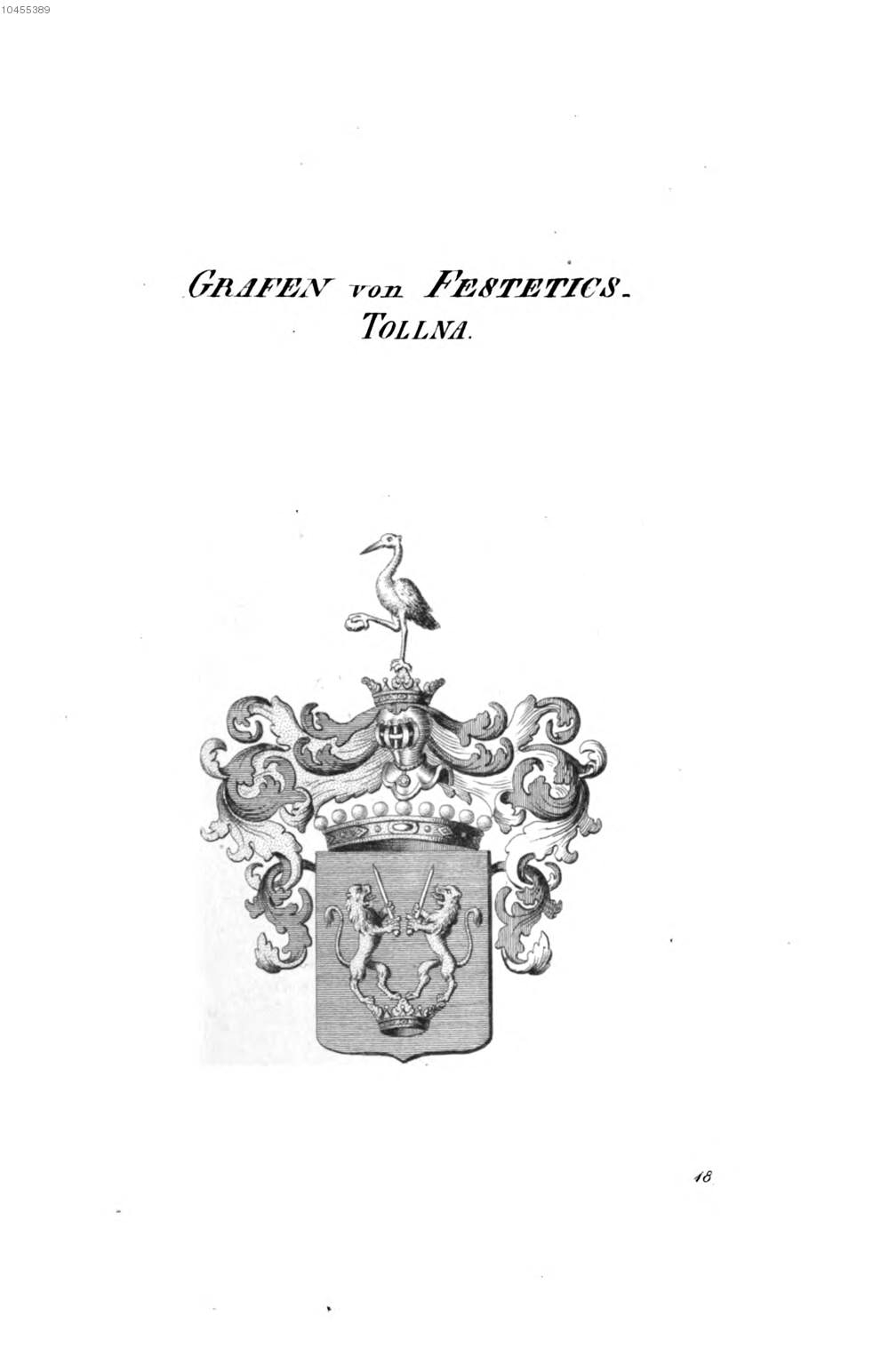
Wappen der Grafen von Festetics de Tolna

Festetics (ungarisch) bzw. Feštetić (kroatisch; zeitgenössisch oft auch Festetich, Ferstetich bzw. Ferztheschych) ist der Name eines alten kroatischen und österreichisch-ungarischen Hochadelsgeschlechts, das ursprünglich aus Turopolje stammt, einer kroatischen Region zwischen den Städten Zagreb und Sisak. Es wurde 1772 in den Grafen- und 1911 in den Fürstenstand erhoben. Die Mitglieder der Familie lebten und leben in den Ländern der einstigen Habsburgermonarchie und ihrer Nachfolgestaaten – Kroatien, Ungarn, Österreich, Slowakei und Tschechien – sowie in Deutschland, Italien, Argentinien, Frankreich, Belgien und den Niederlanden.

## Ursprung und die ältesten bekannten Mitglieder des Geschlechts
Die Geschichte der weit verzweigten Familie reicht mehr als fünf Jahrhunderte zurück. Als Gründer gilt Petar Feštetić, der um das Jahr 1480 geboren wurde und Grundbesitz in Turopolje hatte. Sein Name wurde als Petrus Ferztheschych Mitte des 16. Jahrhunderts in einem Protokoll erwähnt.
In einem anderen Protokoll aus dem Jahre 1570 wurde der Name von Mihovil Feštetić erwähnt, der als Verwalter eines Gutshofs des Zagreber Bischofs eingesetzt wurde. Sein Geburtsjahr ist nicht bekannt, aber aus Angaben des Protokolls kann gefolgert werden, dass er um das Jahr 1510 geboren wurde und verwandt mit Petar Feštetić war. Mihovil Feštetić hatte zwei Söhne, Lovro (deutsch: Lorenz) und Tomislav (Thomas), welche die Verwaltung der bischöflichen Güter von ihrem Vater erbten.
Luka, Matija und Stjepan (deutsch: Lukas, Matthias und Stefan), die Söhne von Lovro Feštetić, sind in einer Urkunde vom 13. März 1606 erwähnt, die den Kauf eines Weinguts mit Weinkeller nordöstlich von Zagreb festhält.
Allerdings existieren Quellen, die behaupten, das Adelsgeschlecht Feštetić stamme aus dem damaligen Südosten Kroatiens (heute Teil Bosnien und Herzegowinas). Einige Quellen betonen, dass Anfang des 13. Jahrhunderts der kroatisch-ungarische König Andreas II. der Familie den Adelstitel verlieh, weshalb die Jahreszahl 1213 Teil des Familienwappens sei. Wegen der Gefahr von osmanischen Angriffen, zog sich die Familie im 16. Jahrhundert in die kroatische, nordwestliche Region Turopolje zurück. Eine direkte Verbindung mit Petar oder Mihovil Feštetić existiert jedoch nicht.

## Ausbau und Verbreitung des Familienvermögens

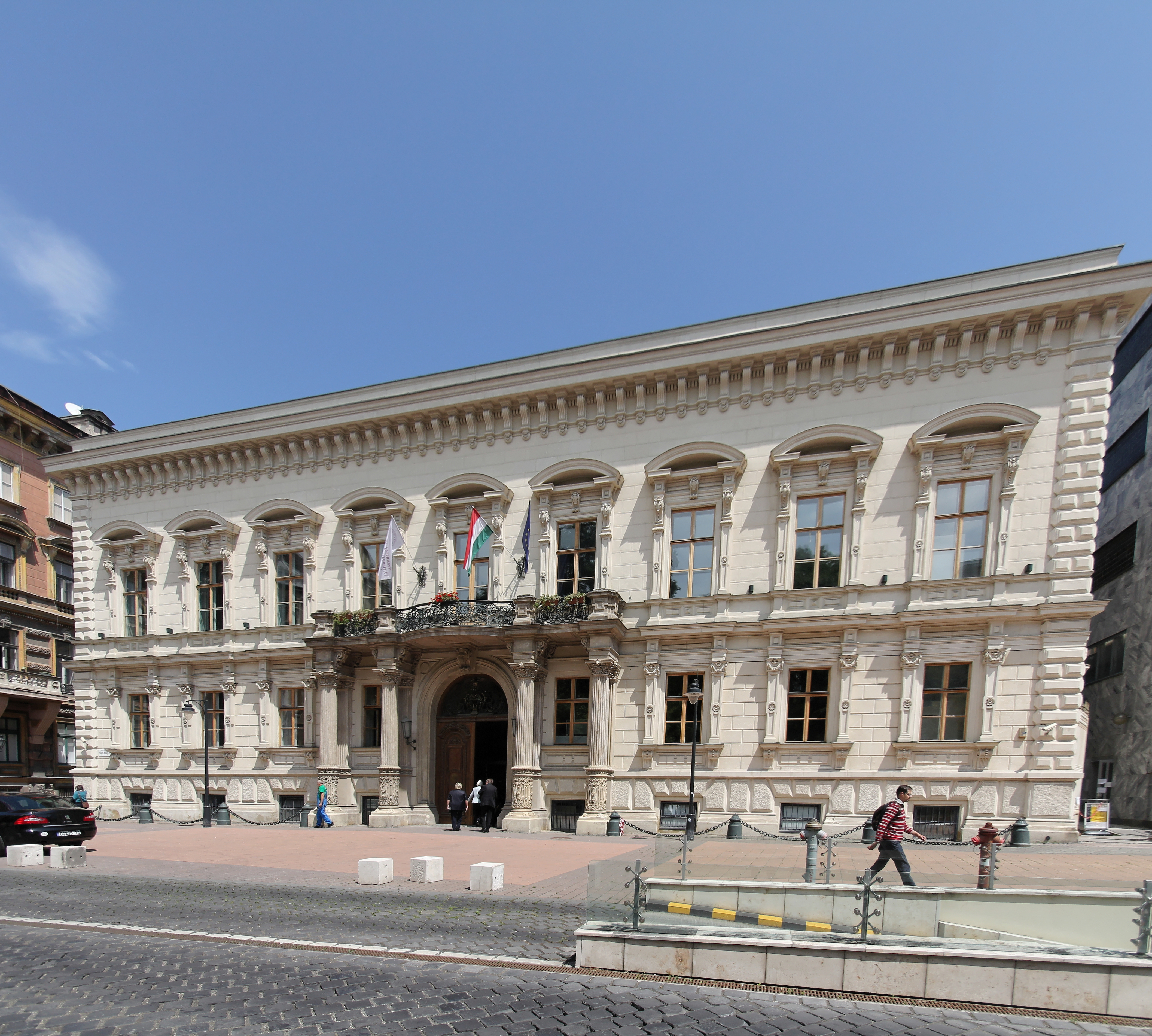
Palais Festetics in Budapest

Der Aufstieg der Familie zu Beginn des 17. Jahrhunderts beruhte weitgehend auf den Verdiensten von Luka Feštetić. Gemeinsam mit seinen Brüdern erhielt er am 29. Februar 1612 vom damaligen Zagreber Bischof Petar Domitrović den Stand des sogenannten Diözesanadels oder Prädialisten (lateinisch nobiles praedialisti). Am 25. November 1625 wurden die Feštetićs von König Ferdinand II. in den erblichen Adelsstand erhoben.

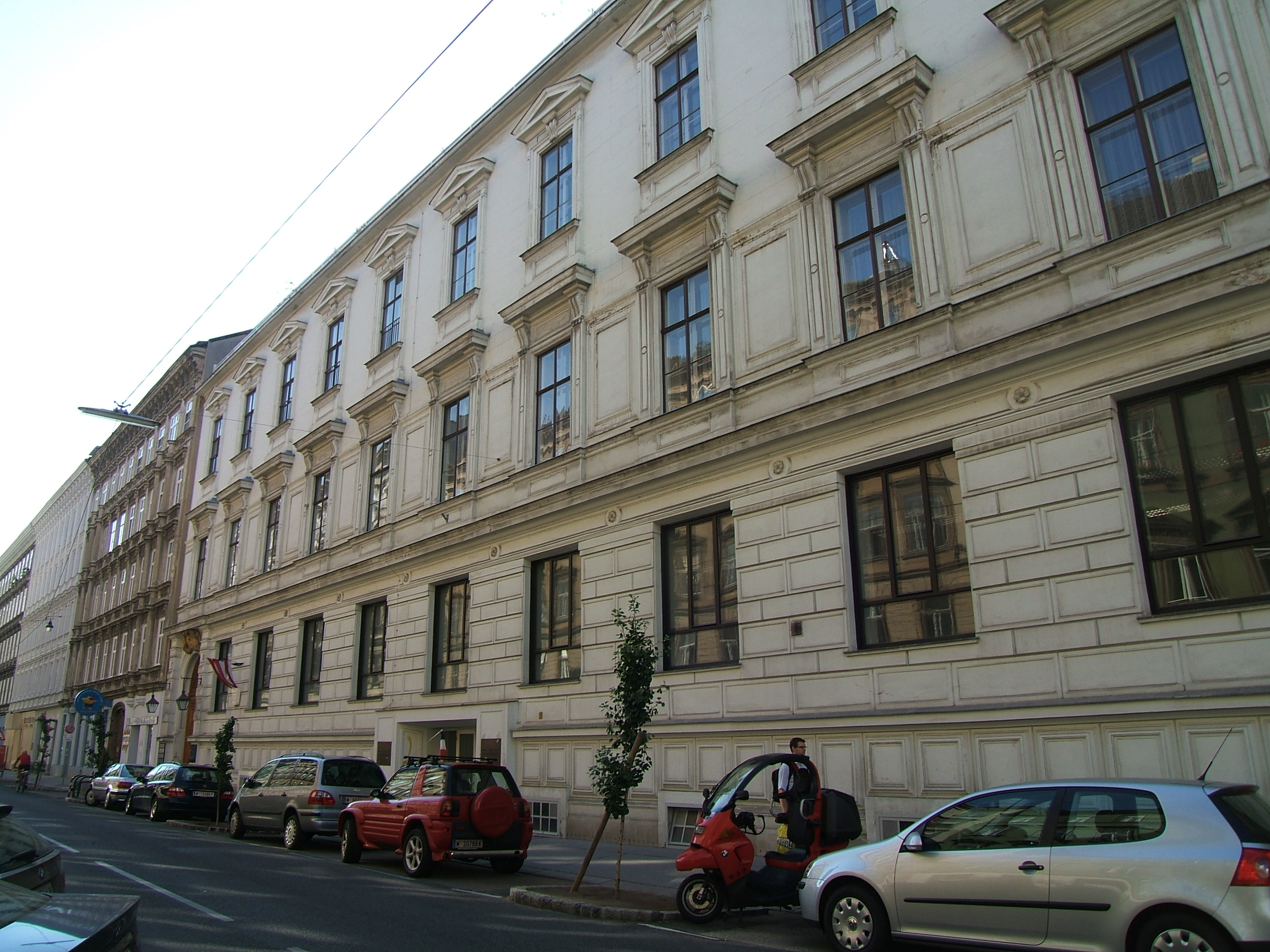
Palais Festetics in Wien, Österreich

Pavao (deutsch: Paul), der älteste Sohn Lukas, geboren um 1590, war mit Ursula Bornemisza verheiratet, die einer bedeutenden ungarischen Familie entstammte. In den dreißiger Jahren des 17. Jahrhunderts zog Pavao Feštetić mit seiner Familie nach Nemetujvar in Ungarn um (heute Güssing im österreichischen Burgenland). Dort war er der Sekretär des Grafen Ádám Batthyány (1610–1659) und zugleich der Verwalter seiner Gutshöfe. Diesem österreichisch-ungarischen Zweig der Familie gelang es, an Status, Macht, Reichtum und Einfluss zu gewinnen, während die kroatischen Linien im Rang des niederen Adels blieben.

## Zweige im Laufe der Geschichte
Von den Angehörigen des Adelsgeschlechts Feštetić, die im Laufe des 17. Jahrhunderts in Kroatien lebten, sind bekannt: die Söhne von Luka – Stjepan und Petar; des Weiteren die Söhne von Matija – Andrija, Mihovil und Martin (deutsch: Andreas, Michael und Martin), sowie Martins Sohn Petar, Petars Sohn Martin, und dessen Söhne Mihovil und Stjepan.

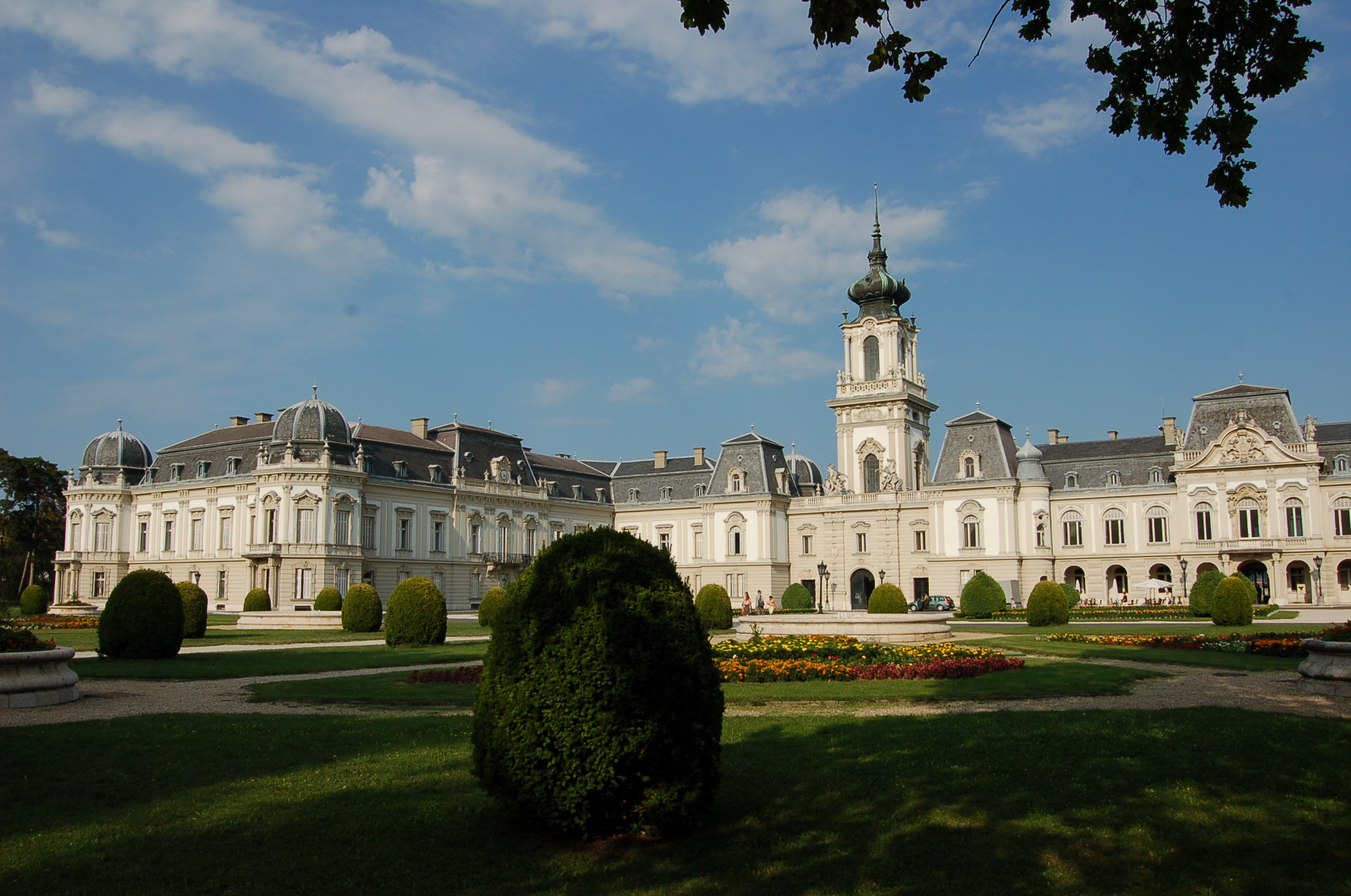
Schloss Festetics in Keszthely, Ungarn

Pavao Feštetić hat den ungarischen Zweig gegründet. Sein Sohn Pavao (ungarisch Pál), geboren am 23. Juni 1640, galt als begabter und fähiger Soldat. Er war Untergeneral der Habsburgermonarchie in den Türkenkriegen. Während seiner Lebenszeit wurde nach der Schlacht am Kahlenberg (1683) der größte Teil Ungarns befreit und Pavao konnte große Grundstücke erwerben. Seine Söhne Josip (deutsch: Joseph, ungarisch: József, 1691–1757) und Krsto (deutsch: Christoph, ungarisch: Kristóf, 1696–1768) trugen dazu bei, den Wohlstand der Familie weiter zu vergrößern. Josip war österreichischer General der Kavallerie und trug den Titel Freiherr. Verfügbaren Quellen zufolge wurden die Brüder (Josip und Krsto) mit dem Titel „Festetics von Tolna“ (deutsch: Tolnau) am 11. August 1746 in das ungarische Adelsregister eingetragen. Josips Söhne Pavao (1725–1782) und Dragutin (Karl, ungarisch: Károly, 1733–1771) erhielten am 5. November 1766 den Titel von Grafen.
Einige Zweige des Adelsgeschlechts siedelten sich im Laufe des 18. Jahrhunderts im österreichischen Teil der Monarchie an. Die Nachfahren von Krsto erwarben dort mehrere Grundbesitze.
Krstos Enkel György Festetics („der Ältere“, 1755–1819) hatte enge Kontakte mit seinen Verwandten in Kroatien und erwarb im Jahr 1791 die Herrschaft Međimurje im nördlichsten Teil Kroatiens. Sein Enkel György „der Jüngere“ (1815–1883), geboren und gestorben in Wien, war ein Unternehmer, der zahlreiche Fabriken, Eisenbahnstrecken usw. begründete. Tasziló Festetics (1850–1933), sein ältester Sohn, wurde am 21. Juni 1911 in den Fürstenstand erhoben und stieg dadurch in den Hochadel auf. Seine Nachkommen leben heute in Österreich.

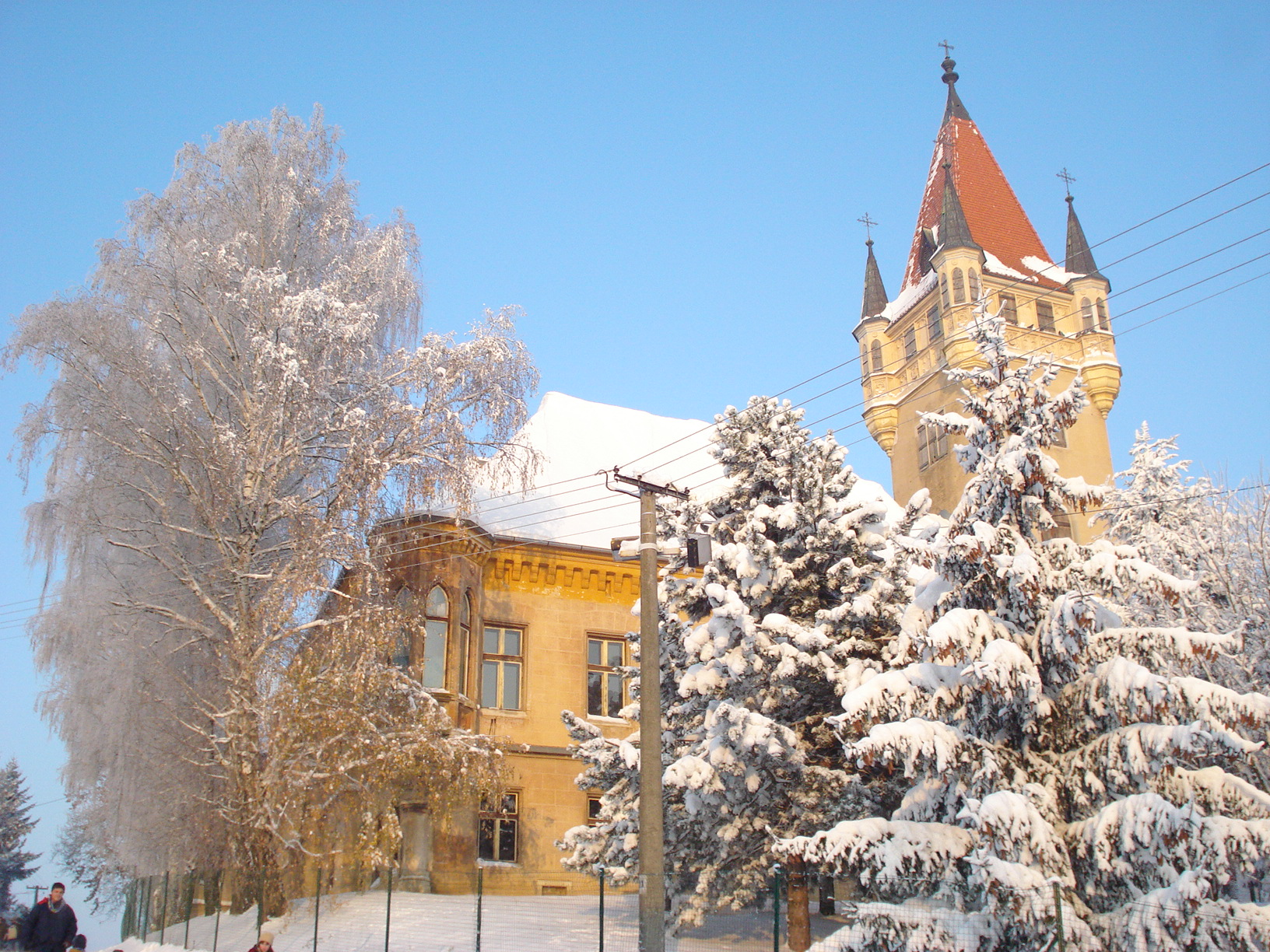
Schloss Feštetić in Pribislavec bei Čakovec, Kroatien

Die Angehörigen des Adelsgeschlechts hatten Grundbesitze und lebten auch in der heutigen Slowakei, im Ort Sasinkovo, östlich von Trnava (dt. Tyrnau), dann in Tschechien (z. B. Ernst Johann Wilhelm Festetics (1800–1869)), Deutschland, Frankreich, Italien usw.
Im Laufe des 17., 18., 19. und 20. Jahrhunderts wurden zahlreiche Mitglieder der Familie in hohe militärische und staatliche Funktionen berufen. Sie waren Generäle, Politiker, Diplomaten, sowie Wissenschaftler oder Künstler. Sie verfügten über Grundbesitz sowie Schlösser, Gutshöfe und Paläste in der Habsburgischen Monarchie und in ihren Nachfolgestaaten.

## Der kroatische Zweig der Familie heute
Das aktuelle Oberhaupt des kroatischen Zweiges ist heute Marijo Festetić, geboren 1945 in Zagreb. Sein Vater Gustav (1905–1968) war der Sohn von Alexander Gustav Festetić und seiner Ehefrau Elsa geb. Goldfinger (die aus einer wohlhabenden jüdischen Familie aus Našice in Slawonien stammte). Die Eltern von Alexander Gustav waren Andrija / ung. Andor/ Feštetić, Krstos Ururenkel, und Gräfin Jelena geb. Pejačević von Virovitica (genannt „Lenka“), geehelicht am 1. Oktober 1870.
Marijo Festetić lebt heute in Osijek (deutsch Essegg), zusammen mit seinem Sohn Mario und Tochter Dina. Er ist Mitglied des Verbandes der kroatischen Adligen.

## Personen
Nachfolgend sind einige Personen aus dem Adelsgeschlecht listenartig aufgezählt:
- Andor Festetics (1843–1930), ungarischer Politiker und Ackerbauminister.
- Antal Festetics (* 1937), österreichischer Zoologe, Ethologe, Naturschützer und Forstwissenschaftler
- Dénes Festetics (* 1943), ungarischer Honorarkonsul in den Niederlanden
- Ernő Festetics (* 1915), ungarischer Automobilrennfahrer
- György Festetics (Landwirt) (1755–1819), ungarischer Landwirt
- György Festetics (Politiker) (1815–1883), österreichischer Politiker
- György Festetics (Diplomat) (1882–1941), ungarischer Politiker und Diplomat
- Imre Festetics (1764–1847), ungarischer Graf, Großgrundbesitzer und Genetiker
- Joseph Festetics de Tolna (1694–1757), österreichischer General[1]
- Marie Festetics (1839–1923), Hofdame der österreichischen Kaiserin Elisabeth
- Elisabeth von Schönfeld (1832–1904) geb. Gräfin Festetics de Tolna, Hofdame der Erzherzogin Sophie und Maria Therese von Braganza
- Sándor Festetics  (1882–1956), ungarischer Politiker und Verteidigungsminister
- Tassilo Festetics (1813–1883), österreichischer General der Kavallerie
- Tasziló Festetics (1850–1933), 1911 zum Fürsten erhoben, seit 1880 verheiratet mit Mary Victoria Hamilton

## Bauten und Besitzungen
Hier sind Gebäude angeführt, die den Namen des Geschlechts tragen.
- Palais Festetics (Budapest)
- Palais Festetics (Wien)
- Schloss Festetics in Keszthely, Ungarn, mit der einzigen unversehrt gebliebenen herrschaftlichen Bibliothek Ungarns[2]
- Schloss Festetics in Dég, Ungarn, mit dem größten englischen Landschaftsgarten des Landes
- Schloss Feštetić in Pribislavec bei Čakovec, Kroatien
- Kastell Festetics in Sulz im Burgenland (Gemeinde Gerersdorf-Sulz)

Weitere:
- Kartause Gaming, ehemaliges Kartäuser-Kloster in Gaming, Niederösterreich. 1825 bis 1915 im Besitz der Festetics.

## Standeserhebungen
- Immatrikulation im  ungarischen Adelsregister am 11. August 1746 als Festetics de Tolna für den General József (1694–1757)[3] und seinen Bruder Kristóf (1696–1768), die Söhne des Pál Festetics (1640–1720).
- Grafenstand am 5. November 1766 als Graf Festetics de Tolna für die Söhne des Generals József Festetics de Tolna (1694–1757) und ihre Nachkommen
- Grafenstand am 4. Februar 1772 als Graf Festetics de Tolna für Pál Festetics de Tolna (1722–1782) und seine Nachkommen
- Grafenstand am 24. Juni 1857 als Graf Festetics de Tolna für die Söhne des Antal Festetics (1764–1853) und ihre Nachkommen
- Fürstenstand im Königreich Ungarn am 21. Juni 1911 als Fürst Festetics de Tolna für Tasziló Graf Festetics de Tolna (1850–1933) und seine Nachkommen aus der Linie des Grafen Pál Festetics de Tolna (1722–1782). Es handelte sich dabei um die erste Verleihung eines Fürstenstandes durch den König von Ungarn.[4]

## Genealogie (Auszug)
1. Lukács (* ?; † vor dem 6. Oktober 1637) ⚭ Katalin Szakmárdy (* ?; † ?), und hatte aus dieser Ehe  Nachkommen, darunter:
  1. Pál (* ?; † 1640) ⚭ 1638 Orsolya Bornemisza  (* ?; † vor 1664), und hatte aus dieser Ehe 4 Söhne und 5 Töchter, darunter:
    1. Pál (1640–1720) ⚭ (I.) 1665 Anna Toldy (* ?; † 1684) und ⚭ (II.) 1687 Erzsébet Fitter (* ?; † 1711), und hatte aus beiden Ehen 4 Söhne und 5 Töchter, darunter:
      1. József (1694–1757), österreichischer General[5] ⚭ 1719 Erzsébet Horváth de Szentgyörgy (1705–1744), und hatte aus dieser Ehe Nachkommen, darunter:
        1. Graf Pál (1725–1782), seit 5. November 1766 Graf Festetics de Tolna ⚭ 1757 Kajetana von Stillfried und Rattonitz (1735–1819), und hatte aus dieser Ehe 3 Söhne und 4 Töchter. Seine Söhne hatten wiederum zahlreiche Nachkommen; eine Ur-Enkelin war Marie Festetics.
        2. Graf Károly (1733–1771), seit 5. November 1766 Graf Festetics de Tolna ⚭ Franciska Draskovich de Trakostyán (* ?; † ?), und hatte aus dieser Ehe 2 Söhne, die wiederum Nachkommen hatten.

      2. Kristóf (1696–1768) ⚭ 1721 Judit Mezõszegedi (* ?; † ?), und hatte aus dieser Ehe 2 Söhne und 5 Töchter, darunter:
        1. Graf Pál (1722–1782), seit 4. Februar 1772 Graf Festetics de Tolna ⚭ 1751 Júlia Bossányi de Nagybossány (1735–1805), und hatte aus dieser Ehe 5 Söhne und 4 Töchter, darunter:
          1. Graf György (1755–1819) ⚭ Judit Sallér de Jakabháza (1765–1829), und hatte aus dieser Ehe 1 Sohn und 3 Töchter, darunter:
            1. Graf László (1785–1846) ⚭ Hechingen 1811 Josefine Prinzessin von Hohenzollern-Hechingen (1790–1856), und hatte aus dieser Ehe 3 Söhne und 1 Tochter, darunter:
              1. Graf Tassilo (1813–1883), General der Kavallerie
              2. Graf György (1815–1883) ⚭ 1849 Eugénia Gräfin Erdõdy de Monyorókerék (1826–1894), und hatte aus dieser Ehe 3 Söhne und 1 Tochter, darunter:
                1. Fürst Tasziló (1850–1933), seit 21. Juni 1911 Fürst Festetics de Tolna ⚭ 1880 Lady Mary-Victoria Douglas-Hamilton (1850–1922), und hatte aus dieser Ehe 1 Sohn und 3 Töchter, darunter:
                  1. Fürst György Tasziló József (1882–1941) ⚭ 1938 Maria Gräfin von Haugwitz (1900–1972), und hatte aus dieser Ehe 1 Sohn:
                    1. Fürst György Pál Tasziló (* 1940) ⚭ 1977 Josephine Harmer (* 1943), und hatte aus dieser Ehe 2 Söhne

          2. János, (1763–1844), ⚭ um 1828 Katalin Rohr de Rohrau (1767–1847)

        2. Lajos (1732–1797) ⚭ Krisztina Farkas de Nagy-Jóka (* 1743; † ?), und hatte aus dieser Ehe 3 Söhne und 2 Töchter, darunter:
          1. Antal (1764–1853) ⚭ 1799 Amália Splényi de Miháld (1783–1847), und hatte aus dieser Ehe 3 Söhne und 2 Töchter, darunter:
            1. Graf Ágoston (1805–1882), seit 24. Juni 1857 Graf Festetics de Tolna ⚭ 1831 Adél Gräfin Almásy de Zsadány (1807–1870), und hatte aus dieser Ehe Nachkommen
            2. Graf Sámuel (1806–1862), seit 24. Juni 1857 Graf Festetics de Tolna ⚭ 1842 Wanda Gräfin Raczynska (1819–1845), und hatte aus dieser Ehe Nachkommen. Ein Ur-Ur-Enkel ist Antal Festetics.
            3. Graf Dénes (1813–1891), seit 24. Juni 1857 Graf Festetics de Tolna ⚭ 1842 Karolina Gräfin Zichy de Zich (1820–1906), und hatte aus dieser Ehe Nachkommen